# اريك كابلان
اريك كابلان (بالإنجليزية: Eric Kaplan)‏ هو منتج تلفزيوني وكاتب سيناريو أمريكي، ولد في 23 فبراير 1971 في بروكلين في الولايات المتحدة.

## وصلات خارجية
- اريك كابلان على موقع IMDb (الإنجليزية)
- اريك كابلان على موقع قاعدة بيانات الفيلم (الإنجليزية)